# Brejetuba, Espírito Santo
Brejetuba este un oraș în unitatea federativă Espírito Santo (ES) din Brazilia.